# František Pitra
František Pitra (13. listopadu 1932 Městec – 2. ledna 2018) byl český a československý politik Komunistické strany Československa, předseda vlády České socialistické republiky v letech 1988–1990 a poslanec Sněmovny lidu Federálního shromáždění za normalizace.

## Život
Původní profesí byl zemědělským inženýrem, v letech 1951–1955 vystudoval Vysokou školu zemědělskou v Brně. V období let 1955–1958 působil coby agronom na Prachaticku, od roku 1958 pracoval v aparátu Krajského výboru KSČ v Českých Budějovicích. Jeho kariéra profesionálního funkcionáře a politika vyvrcholila za normalizace. V letech 1971–1977 byl tajemníkem, v letech 1977–1981 vedoucím tajemníkem Krajského výboru KSČ pro Jihočeský kraj. 1. prosince 1977 byl kooptován za člena Ústředního výboru Komunistické strany Československa. XVI. sjezd KSČ a XVII. sjezd KSČ ho v této funkci potvrdil. Od roku 1981 byl předsedou komise ÚV KSČ pro zemědělství a výživu, v období březen 1986 – říjen 1988 byl kandidátem předsednictva ÚV KSČ, od října 1988 do listopadu 1989 členem předsednictva ÚV KSČ. Předtím byl v období červen 1981 – říjen 1988 členem sekretariátu ÚV KSČ a od června 1981 do října 1988 i tajemníkem ÚV KSČ. Od října 1988 do roku 1989 působil jako člen Výboru pro stranickou práci v České socialistické republice. V roce 1982 mu byl udělen Řád republiky.
V roce 1987 ho Gustáv Husák zmiňoval jako svého možného nástupce na postu generálního tajemníka ÚV KSČ coby představitele mladší generace. Jeho záměr ovšem nevyšel, protože koncem roku 1987 byl Husák dotlačen k odchodu z funkce (zůstal nicméně prezidentem republiky) a na jeho post usedl Miloš Jakeš.
V období říjen 1988 – únor 1990 byl Pitra předsedou vlády České socialistické republiky (vláda Josefa Korčáka, Ladislava Adamce, Františka Pitry a Petra Pitharta). Jako jeden z prvních předních politiků KSČ veřejně vystoupil po událostech 17. listopadu 1989. 19. listopadu ještě obhajoval v Československé televizi zásah na Národní třídě a varoval před silami, které chtějí tuto situaci zneužít. V následujících týdnech ovšem vedl věcný a podle Petra Pitharta vstřícný dialog s nastupující mocí v podobě aktivistů Občanského fóra. 5. února 1990 odstoupil v důsledku politických změn po sametové revoluci z funkce předsedy vlády, v jejímž čele ho vystřídal právě Petr Pithart. Pitra pak odešel z veřejného života.
Dlouhodobě zasedal i v zákonodárném sboru. Po volbách roku 1976 usedl do Sněmovny lidu (volební obvod č. 39 – Strakonice, Jihočeský kraj). Křeslo nabyl až dodatečně v dubnu 1978 po doplňovacích volbách poté, co zemřel poslanec Jan Baryl. Mandát získal i ve volbách roku 1981 (obvod České Budějovice-město) a volbách roku 1986 (obvod Pelhřimov). Ve Federálním shromáždění setrval do konce funkčního období, tedy do voleb roku 1990 a netýkal se ho proces kooptací do Federálního shromáždění po sametové revoluci.